# 小俣順一
小俣 順一（こまた じゅんいち、1980年2月13日- ）は、2000年代前半に活躍した日本の元タレント。神奈川県出身。血液型はB型。
父親の小俣　務は神奈川県横浜市の建設業・株式会社小俣組　代表取締役(3代目)。
11代目いいとも青年隊として関根禎剛（サダ）・佐々木康雄（ヤスオ）とともに「T3」を結成し「コマ」として活躍した。芸能事務所は田辺エージェンシーに当時所属していた。
T3ではリーダー的存在であった。「T3」として第11代いいとも青年隊として『笑っていいとも!』（フジテレビ）に2000年4月3日初出演し、2003年3月28日まで担当した。
いいとも青年隊卒業後、程なくして芸能界引退。引退後家業の建設業・介護業を継いだ。株式会社小俣組の取締役副社長を経て、現在は同会社の取締役社長。既婚者で1男1女の父親である。また３人兄弟の長男であり、次男は歯科医、三男は銀行員である。

## 来歴
中学生の頃からダンスに興味を持ち、ソウルダンスやヒップホップ・ジャズダンスなどをはじめる。高校卒業ころからダンス関係の振付やCM出演などをする。おなじく、10代目・青年隊だった岸田健作のダンスの振付などをしていた縁で「T3」として2000年4月3日には第11代いいとも青年隊として、『笑っていいとも!』（フジテレビ）に初出演。以後、2003年3月28日まで担当した。